# Jürgen Höhne
Jürgen Höhne (* 7. Mai 1936; gestorben 22. Februar 2015) war ein deutscher Laiendarsteller, der in drei Spielfilmen des Regisseurs Wenzel Storch die Hauptrolle spielte. Höhne war ausgebildeter Werkzeugmacher und arbeitete bis zu seiner Pensionierung als Fernfahrer. Er lebte mit seiner Frau in Hannover.

## Leben
Sein Leinwand-Debüt gab Höhne erst nach seiner Pensionierung in Wenzel Storchs Der Glanz dieser Tage (1989). Seitdem spielte er in zwei weiteren Filmen mit, die zusammen die so genannte Jürgen-Höhne-Trilogie bilden. Da Storchs Filme mit minimalem Budget gedreht werden, war die Arbeit Höhnes wie die aller anderen Darsteller (größtenteils Laien) ehrenamtlich.

## Filmografie
- 1989: Der Glanz dieser Tage
- 1993: Sommer der Liebe
- 2004: Die Reise ins Glück